# Cornufer malukuna
Cornufer malukuna é uma espécie de anfíbio da família Ceratobatrachidae.
É endémica das Ilhas Salomão.
Os seus habitats naturais são: regiões subtropicais ou tropicais húmidas de alta altitude.